# Дина Меррилл
Дина Меррилл (англ. Dina Merrill, наст. имя Нидения Марджори Хаттон (англ. Nedenia Marjorie Hutton); 29 декабря 1923 — 22 мая 2017) — американская актриса и светская львица.

## Биография
Нидения Марджори Хаттон родилась в Нью-Йорке. Получила образование в Университете Джорджа Вашингтона в Вашингтоне, Округ Колумбия. Она была единственной дочерью основательницы Post Foods Марджори Мерривезер Пост (одной из самых богатых женщин начала двадцатого века) и её второго мужа, биржевого маклера с Уолл-стрит Эдварда Фрэнсиса Хаттона.
Взяв псевдоним Дина Меррилл, она дебютировала в кино в 1957 году в фильме «Кабинетный гарнитур» (англ. Desk Set). После она сыграла несколько главных женских ролей в голливудских фильмах, таких как «Операция „Нижняя юбка“» (англ. Operation Petticoat) с Кэри Грантом, однако в шестидесятых в основном исполняла второстепенные роли жен или подруг главных героев. Она получила хорошие отзывы от критиков за роль в фильме «Свадьба», однако после в основном появлялась на телевидении, в таких сериалах как «Бэтмен», «Лодка любви» и «Отель». На более позднем этапе карьеры она снималась в фильмах «В истинном свете» и «Игрок». Меррилл также выступала в ряде бродвейских постановок, самые известные из которых On Your Toes[en] и Wit & Wisdom[en].
Дина Меррилл была замужем три раза. В 1946 году она вышла замуж за Стэнли М. Рамбофа-младшего (англ. Stanley M. Rumbough Jr.), богатого наследника Colgate-Palmolive и предпринимателя. У них было трое детей. Они развелись в 1966 году. В том же году она вышла замуж за актёра Клиффа Робертсона. В 1969 она родила дочь Хизер, которая умерла от рака в 2007 году. Она развелась с Робертсоном в 1986 году, а три года спустя вышла замуж за банкира и бывшего актёра Теда Хартли (англ. Ted Hartley). В 1989 году они купили контрольный пакет акций киностудии RKO Pictures.